# Maurycy Godowski
Maurycy Godowski herbu Odrowąż (ur. 8 marca 1877 we Lwowie, zm. 19 listopada 1952 w Tarnowie) – polski nauczyciel, oficer, dziennikarz, działacz Towarzystwa Szkoły Ludowej i Związku Harcerstwa Polskiego.

## Życiorys
Maurycy Godowski był synem Władysława (powstaniec styczniowy, architekt) i Malwiny z domu Krammer. Miał brata Feliksa (1878-1940, prawnik, oficer).
W 1897 ukończył naukę w C. K. III Gimnazjum im. Franciszka Józefa we Lwowie. W latach 1896−1900 studiował na Wydziale Przyrodniczym Uniwersytetu Lwowskiego.
6 września 1900 w charakterze kandydata stanu nauczycielskiego został mianowany zastępcą nauczyciela w C. K. IV Gimnazjum we Lwowie. Uczył tam historii naturalnej, matematyki, geografii, języka polskiego. W 1902 przeniósł się do Tarnowa, gdzie otrzymał posadę nauczyciela w Wyższej Szkole Realnej. W 1905 otrzymał tytuł profesora szkół średnich.
Był współorganizatorem i od listopada 1911 pierwszym drużynowym I Drużyny Skautowej im. Zawiszy Czarnego (znanej powszechnie jako "Czarna Jedynka"), dwa lata później wziął udział w jamboree skautów w Birmingham.
W rezerwie artylerii (polowej i górskiej) C. K. Armii został mianowany kadetem z dniem 1 stycznia 1903, a potem awansowany na stopień podporucznika z dniem 1 stycznia 1908. Był przydzielony do 32 pułku artylerii dywizyjnej we Lwowie do około 1910. Następnie został przeniesiony do C. K. Obrony Krajowej i zweryfikowany w stopniu podporucznika piechoty w grupie nieaktywnych z dniem 1 stycznia 1908. Od tego czasu do około 1912 był przydzielony do 19 pułku piechoty obrony krajowej we Lwowie (około 1911-1912 przydział do tej jednostki miał wówczas także jego brat Feliks). Następnie,około 1913 został zweryfikowany w stopniu podporucznika artylerii obrony krajowej w stosunku ewidencji z dniem 1 stycznia 1908 i pozostawał w tej randze co najmniej do 1914. Po wybuchu I wojny światowej został awansowany na stopień porucznika artylerii obrony krajowej w stosunku ewidencji z dniem 1 listopada 1914. Walczył między innymi na froncie włoskim.
Po odzyskaniu przez Polskę niepodległości został przyjęty do Wojska Polskiego. W 1919 zakończył służbę wojskową w stopniu kapitana artylerii, zweryfikowany w tym stopniu w rezerwie z dniem 1 czerwca 1919. W 1923, 1924 był oficerem rezerwowym 22 pułku artylerii polowej z Rzeszowie. W 1934 jako oficer pospolitego ruszenia rezerwy artylerii był przydzielony do Oficerskiej Kadry Okręgowej nr V jako oficer przewidziany do użycia w czasie wojny i pozostawał wówczas w ewidencji Powiatowej Komendy Uzupełnień Tarnów.
Po odejściu z wojska powrócił do pracy jako nauczyciel. W latach 1921−1929 był dyrektorem Seminarium Nauczycielskiego Żeńskiego SS Urszulanek w Tarnowie, następnie do 1934 uczył w I Gimnazjum w Tarnowie. W latach 1922−1931 pełnił funkcję komendanta Hufca Harcerzy w Tarnowie.
Był wieloletnim działaczem i wiceprezesem tarnowskiego koła Towarzystwa Szkoły Ludowej. Między innymi z jego inicjatywy rozpoczęto w Tarnowie budowę kina „Marzenie” oraz Domu Oświatowego TSL, który po ukończeniu w 1937 przeznaczono na siedzibę Prywatnej Męskiej Szkoły Mechanicznej. Maurycy Godowski zajmował w latach 1937−1950 stanowisko dyrektora tej placówki oświatowej. Podczas II wojny światowej prowadzono w niej tajne komplety.
Ponadto działał w Polskim Towarzystwie Tatrzańskim, Towarzystwie Gimnastycznym "Sokół" i Towarzystwie Ogrodniczym. W dwudziestoleciu międzywojennym publikował artykuły na łamach czasopism "Pogoń" i "Głos Ziemi Tarnowskiej" oraz wydawnictw harcerskich.
Po zakończeniu wojny włączył się w odbudowę struktur harcerstwa w Tarnowie, był członkiem Rady Nadzorczej Spółdzielni Harcerskiej i członkiem zarządu Koła Przyjaciół Harcerstwa. 19 października 1947, w trakcie jubileuszowych obchodów 35-lecia harcerstwa przekazał sztandar Hufca ówczesnemu komendantowi, harcmistrzowi Tadeuszowi Skiminie.
Maurycy Godowski zmarł 19 listopada 1952 i został pochowany na Cmentarzu Komunalnym w tarnowskiej dzielnicy Krzyż. W 1983 jego imieniem nazwano jedną z ulic w przyłączonej do miasta części Zbylitowskiej Góry.

## Odznaczenia
- Odznaka harcerska „Za Zasługę”

austro-węgierskie
- Srebrny Medal Zasługi Wojskowej na wstążce Krzyża Zasługi Wojskowej (przed 1916)[19]
- Brązowy Medal Zasługi Wojskowej na wstążce Krzyża Zasługi Wojskowej (przed 1916)[19]
- Krzyż Jubileuszowy dla Cywilnych Funkcjonariuszów Państwowych[25]